# Virgilio Rosario
Virgilio Rosario (Espoleto, 1499 - Roma, 22 de maio de 1559) foi um cardeal do século XVII

## Biografia
Nasceu em Espoleto em 1499. Terceiro filho de Pierantonio Rosario. Seu sobrenome também está listado como Rosari.
Obteve o doutorado em utroque iure, tanto em direito canônico quanto em direito civil.
Ordenado (nenhuma informação encontrada). Reitor de uma paróquia. Abade comendador de S. Maria Rotonda, Nápoles. Foi para Roma e recebeu o canonismo na Collegiata de S. Maria dos Mártires, chamada la Rotonda.
Eleito bispo de Ischia em 27 de agosto de 1554. Consagrado em 24 de fevereiro de 1555, na Capela Sistina, em Roma, pelo cardeal Giovanni Michele Saraceno, auxiliado por Ascanio de Ferrariis, ex-bispo de Montepeloso, e por Fabio Mirto, bispo de Caiazzo.
Criado cardeal sacerdote no consistório de 15 de março de 1557; recebeu o barrete vermelho e o título de São Simão Profeta, em 24 de março de 1557. Vigário geral perpétuo de Roma, 1558-1559. Membro da comissão de quatro cardeais encarregados de julgar a causa do cardeal Giovanni Girolamo Morone.
Morreu em Roma em 22 de maio de 1559, às 22h, de repente; sufocado no próprio sangue pela ruptura de uma veia do peito, no Palácio Apostólico, em Roma. Sepultado na igreja de S. Maria sopra Minerva, Roma